# Got to Be There (Lied)
Got to Be There ist eine Ballade des US-amerikanischen Sängers Michael Jackson. Der Song erschien in den USA am 7. Oktober 1971 als erste Single des damals erst 13 Jahre alten Jackson und markiert somit den Beginn seiner Solokarriere. Später wurde Got to Be There außerdem auf dem gleichnamigen Album veröffentlicht. Auf der B-Seite der Single befindet sich Maria (You Were the Only One) von dem gleichen Album. Jackson sang den Song einige Male im Fernsehen. Die Single wurde alleine in den USA über 1,6 Millionen Mal verkauft.

## Entstehung
Anfang der 1970er-Jahre entstand durch den gleichzeitigen Erfolg eine Rivalität zwischen den beiden Familienbands The Jackson Five (denen auch Michael Jackson angehörte) und The Osmonds. 1971 startete mit Donny Osmond eine Solokarriere und landete mit Go Away Little Girl noch im selben Jahr einen Nummer-eins-Hit in den USA. Daraufhin entschied Motown Records mit Michael Jackson ebenfalls eine Solokarriere zu beginnen. Der Song entstand unter der Produktion von Hal Davis in den Motown Recording Studios in Los Angeles im Juni 1971. Der Gründer von Motown Records, Bobby Gordy mochte den anfänglichen Mix des Songs jedoch nicht und den Fakt, dass Got to Be There erneut eine Ballade war, obwohl die Jackson Five vorher bereits vier sentimentale Liebeslieder veröffentlicht hatten (von denen eines sogar die Top zehn verfehlte). Nach einer Neuabmischung wurde der Song schließlich doch mit niedrigen Erwartungen als Single veröffentlicht. Der Song war dennoch erfolgreich und erreichte in den USA als auch in Großbritannien die Top zehn der Charts.

## Inhalt
Der von Elliot Willensky geschriebene Song handelt vom inbrünstigen Wunsch zu lieben und geliebt zu werden.

## Kritiken
Die Kritiken waren überwiegend positiv. So schrieb der Rolling Stone: „Auf Got to Be There wirbelt, schreit und flüstert Jacksons Echo mit dieser unglaublichen Reinheit: ‚Oo-oh was für ein Gefühl wird das sein im Moment in dem sie sagt, dass sie mich liebt.‘ Es ist eine komische Kombination aus Unschuld und vollkommener Professionalität, realem Empfinden und vorsichtiger Kalkulation. Das ist faszinierend und letztendlich unwiderstehlich.“

## Coverversionen
Die Miracles coverten den Song 1972 für ihr Album Flying High Together. Diana Ross nahm ebenfalls eine Coverversion für ihr 1973 erschienenes Album Touch Me In The Morning auf, jedoch schaffte es der Song nicht aufs finale Album. So wurde die Coverversion erst 2009 auf der expanded version des Albums veröffentlicht.

## Charts und Chartplatzierungen
| ChartsChartplatzierungen           | Höchstplatzierung | Wochen |
| ---------------------------------- | ----------------- | ------ |
| Vereinigtes Königreich (OCC)       | 5 (11 Wo.)        | 11     |
| Vereinigte Staaten (Billboard)     | 4 (14 Wo.)        | 14     |
| Vereinigte Staaten (Billboard R&B) | 4 (13 Wo.)        | 13     |